# Razia Khan
Pour les articles homonymes, voir Khan (homonymie).
Razia Khan est une économiste botswanaise.

## Biographie
Razia Khan naît au Botswana dans une famille déjà bien établie au pays,. Ses études secondaires sont réalisées à l'école Maru-a-Pula (en) de la capitale Gaborone. Elle obtient son Bachelor of Science et son Master of Science de la London School of Economics,. Elle rejoint la banque britannique Standard Chartered en 1997 en tant que membre de l'équipe des ventes, avant de devenir chercheuse du marché des changes africain,,. Elle s'est depuis installée dans la capitale britannique de Londres.
Elle est plus tard nommée cheffe de la Recherche pour l'Afrique et le Moyen-Orient chez Standard Chartered. Elle est régulièrement consultée pour donner des analyses sur l'État des économies des nations africaines pour son entreprise et ses clients. Ses clients incluent le Département du Trésor des États-Unis, la Federal Reserve Bank of New York, la Banque africaine de développement et d'autres banques centrales africaines. Ses analyses sont aussi utilisées par des organisations non-gouvernementales ainsi que des agences de presse comme CNN, la BBC et CNBC. Khan est membre des conseils pour la pauvreté et le développement, pour la population et pour la migration du Forum économique mondial,. Elle est aussi membre de la Royal African Society et de l'organisation non gouvernementale Save the Children au Royaume-Uni,. Elle a aussi été nommée par le président sud-africain Cyril Ramaphosa pour servir dans le Presidential Economic Advisory Council (en français « Conseil économique présidentiel »). Depuis 2013, elle est auteure chez Beyond Borders.
Lors de la Pandémie de Covid-19 en Afrique, elle donne plusieurs interviews sur le sujet, notant notamment la difficulté de procuration pour les vaccins et donne des indices pour le futur du continent,. Elle critique la dépendance du Botswana sur l'industrie du diamant et encourage le gouvernement à investir dans l'éducation.

## Distinctions
En 2015, Razia Khan fait partie de la liste des « 100 Africains les plus influents de 2015 » par le journal New African (en),,. En 2017, elle figure sur la liste des « 100 leaders économiques africains » de l'Institut Choiseul.